# Rokopella oligotropha
Rokopella oligotropha är en blötdjursart som först beskrevs av Rokop 1972.  Rokopella oligotropha ingår i släktet Rokopella och familjen Neopilinidae. Inga underarter finns listade i Catalogue of Life.